# Rocky Mountain Front

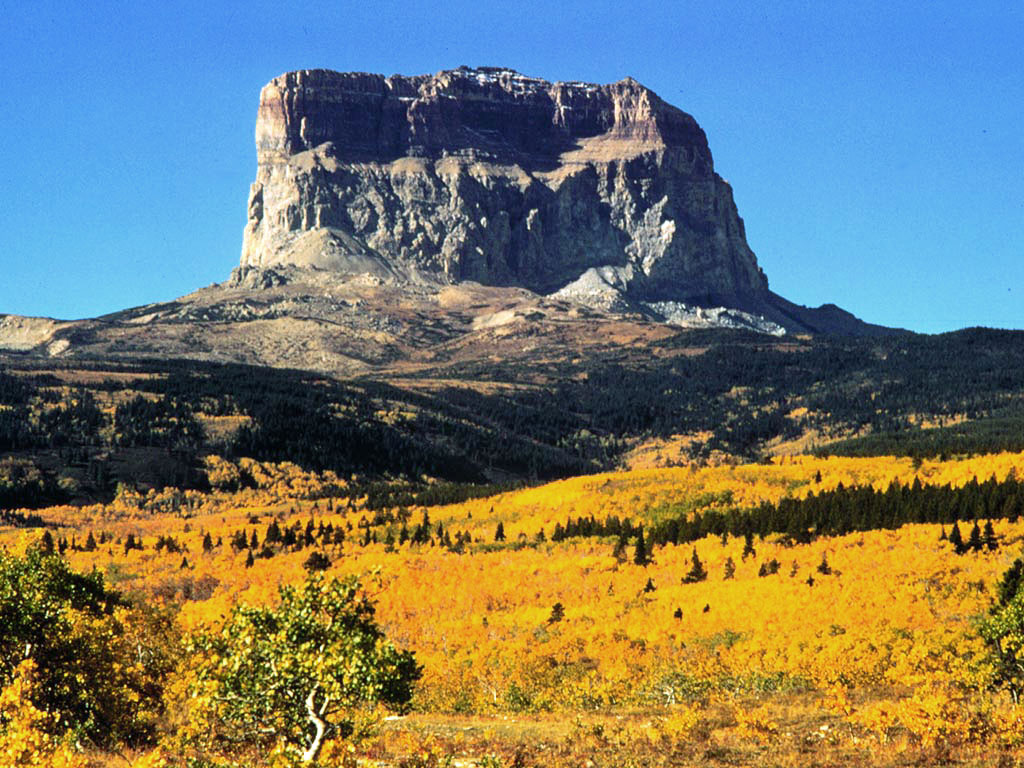
Chief Mountain dans le parc national de Glacier appartient au Rocky Mountain Front

Le Rocky Mountain Front (Front des montagnes rocheuses) est une zone qui s'étend sur 160 km entre le Montana et le sud de l'Alberta. C'est dans cette zone tampon que les Rocheuses rejoignent les Grandes plaines avec une baisse de dénivellation rapide pouvant atteindre 1524 mètres. Le chevauchement de Lewis souleva le sol et forma ainsi la cordillère de Lewis Range. Aussi connue comme la Couronne du Continent, la région se caractérise par un écosystème composé de prairies et de flores alpines. La majorité de cette région se situe dans le parc national de Glacier, dans la forêt nationale de Lewis et Clark  et la réserve indienne des Pieds-Noirs. L'U.S. Bureau of Land Management gère des portions de cette région naturelle. La zone a conservé une faune et une flore presqu'intactes. Seul le bison a disparu de la zone à l'état sauvage et seuls des troupeaux de bisons domestiques vivent encore dans la région. Le Grizzli vit toujours dans la région qui est protégée de l'exploration pétrolière et gazière.